# Brittany Brown
Brittany Brown (* 18. April 1995 in Fontana, Kalifornien) ist eine US-amerikanische Sprinterin, die sich auf den 200-Meter-Lauf spezialisiert hat. 2019 wurde sie Vizeweltmeisterin im 200-Meter-Lauf und 2024 gewann sie in Paris eine olympische Bronzemedaille.

## Sportliche Laufbahn
Erste internationale Erfahrungen sammelte Brittany Brown 2018 bei den NACAC-Meisterschaften in Toronto, bei denen sie in 23,46 s den siebten Platz im 200-Meter-Lauf belegte. Im Jahr darauf qualifizierte sie sich für die Teilnahme an den Weltmeisterschaften in Doha, bei denen sie mit neuer Bestleistung von 22,22 s im Finale die Silbermedaille hinter der Britin Dina Asher-Smith gewann. 2022 siegte sie in 22,35 s über 200 Meter bei den NACAC-Meisterschaften in Freeport und im Jahr darauf belegte sie bei den Weltmeisterschaften in Budapest in 10,97 s im Finale den siebten Platz im 100-Meter-Lauf. 2024 siegte sie in 22,32 s über 200 Meter bei den Bislett Games und wurde bei der Bauhaus-Galan in 11,18 s Dritte über 100 Meter. Im August nahm sie über 200 Meter an den Olympischen Sommerspielen in Paris teil und gewann dort in 22,20 s im Finale die Bronzemedaille hinter ihrer Landsfrau Gabrielle Thomas und Julien Alfred aus St. Lucia.
2019 wurde Brown US-amerikanische Hallenmeisterin im 300-Meter-Lauf. Sie studierte an der University of Iowa in Iowa City.

## Persönliche Bestzeiten
- 100 Meter: 10,90 s (+0,7 m/s), 7. Juli 2023 in Eugene
  - 60 Meter (Halle): 7,19 s, 21. Januar 2023 in Iowa City
- 200 Meter: 21,90 s (+0,6 m/s), 29. Juni 2024 in Eugene
  - 200 Meter (Halle): 22,86 s, 10. März 2017 in College Station
  - 300 Meter (Halle): 35,95 s, 23. Februar 2019 in New York City